# Liste der größten Arbeitgeber der Welt
Die folgende Liste listet die weltweit größten Arbeitgeber, einschließlich Unternehmen, Militärs und Regierungsabteilungen. 
Bitte beachten: Es gibt zwischen der ersten und der zweiten Tabelle und den Quellen teilweise erhebliche Unterschiede in der Angabe der Beschäftigten.

## Liste der größten Arbeitgeber
Die 10 größten Arbeitgeber weltweit (Stand: 2022):
| Rang | Name                                             | Land                   | Beschäftigte |
| ---- | ------------------------------------------------ | ---------------------- | ------------ |
| 1    | Verteidigungsministerium der Vereinigten Staaten | Vereinigte Staaten     | 3.200.000    |
| 2    | Walmart, Inc.                                    | Vereinigte Staaten     | 2.300.000    |
| 3    | Volksbefreiungsarmee                             | Volksrepublik China    | 2.300.000    |
| 4    | McDonald’s Corp                                  | Vereinigte Staaten     | 1.900.000    |
| 5    | National Health Service                          | Vereinigtes Königreich | 1.700.000    |
| 6    | Amazon.com, Inc.                                 | Vereinigte Staaten     | 1.608.000    |
| 7    | China National Petroleum                         | Volksrepublik China    | 1.600.000    |
| 8    | State Grid                                       | Volksrepublik China    | 1.500.000    |
| 9    | Indische Streitkräfte                            | Indien                 | 1.300.000    |
| 10   | Indian Railways                                  | Indien                 | 1.252.000    |

## Liste der größten Arbeitgeber (private und staatliche Unternehmen)
Die 50 Unternehmen mit den meisten Beschäftigten, einschließlich Unternehmen, die sich vollständig oder teilweise im Besitz von Staaten befinden. Angaben gelten in den meisten Fällen für 2023. Für G4S gelten die Angaben für 2024.
| Rang | Name                                    | Land                   | Beschäftigte |
| ---- | --------------------------------------- | ---------------------- | ------------ |
| 1    | Walmart, Inc.                           | Vereinigte Staaten     | 2.300.000    |
| 2    | Amazon.com, Inc.                        | Vereinigte Staaten     | 1.608.000    |
| 3    | Indian Railways                         | Indien                 | 1.262.350    |
| 4    | China National Petroleum                | Volksrepublik China    | 1.090.345    |
| 5    | State Grid                              | Volksrepublik China    | 871.145      |
| 6    | Foxconn                                 | Taiwan                 | 826.608      |
| 7    | G4S                                     | Vereinigtes Königreich | 800.000      |
| 8    | China Post                              | Volksrepublik China    | 748.920      |
| 9    | Accenture                               | Irland                 | 733.000      |
| 10   | Volkswagen                              | Deutschland            | 672.789      |
| 11   | Tata Consultancy Services               | Indien                 | 614.000      |
| 12   | DHL Group                               | Deutschland            | 594.000      |
| 13   | United States Postal Service            | Vereinigte Staaten     | 584.902      |
| 14   | Schwarz-Gruppe                          | Deutschland            | 575.000      |
| 15   | BYD                                     | Volksrepublik China    | 570.060      |
| 16   | Sinopec                                 | Volksrepublik China    | 542.286      |
| 17   | FedEx                                   | Vereinigte Staaten     | 518.249      |
| 18   | Compass Group                           | Vereinigtes Königreich | 513.707      |
| 19   | Jinneng Holding Power Group             | Volksrepublik China    | 506.364      |
| 20   | The Home Depot                          | Vereinigte Staaten     | 490.364      |
| 21   | Gazprom                                 | Russland               | 468.000      |
| 22   | Agricultural Bank of China              | Volksrepublik China    | 455.174      |
| 23   | China Mobile                            | Volksrepublik China    | 451.331      |
| 24   | Target Corporation                      | Vereinigte Staaten     | 450.000      |
| 25   | Industrial and Commercial Bank of China | Volksrepublik China    | 434.089      |
| 26   | Sodexo                                  | Frankreich             | 421.991      |
| 27   | Kroger                                  | Vereinigte Staaten     | 420.000      |
| 28   | Edeka                                   | Deutschland            | 408.900      |
| 29   | Robert Bosch                            | Deutschland            | 402.614      |
| 30   | United Parcel Service                   | Vereinigte Staaten     | 400.945      |
| 31   | Jardine Matheson Holdings               | Hongkong               | 400.000      |
| 32   | China Telecom                           | Volksrepublik China    | 394.600      |
| 33   | JD.com                                  | Volksrepublik China    | 385.357      |
| 34   | Starbucks                               | Vereinigte Staaten     | 383.000      |
| 35   | Aviation Industry Corporation of China  | Volksrepublik China    | 380.000      |
| 36   | Teleperformance                         | Frankreich             | 379.418      |
| 37   | China State Construction Engineering    | Volksrepublik China    | 375.531      |
| 38   | Toyota                                  | Japan                  | 372.817      |
| 39   | Berkshire Hathaway                      | Vereinigte Staaten     | 372.000      |
| 40   | China Construction Bank                 | Volksrepublik China    | 368.327      |
| 41   | Hitachi                                 | Japan                  | 368.247      |
| 42   | China Railway Construction              | Volksrepublik China    | 366.833      |
| 43   | China Resources                         | Volksrepublik China    | 362.706      |
| 44   | Magnit                                  | Russland               | 361.000      |
| 45   | Ping An Insurance                       | Volksrepublik China    | 355.982      |
| 46   | Rosneft                                 | Russland               | 356.000      |
| 47   | ISS A/S                                 | Dänemark               | 351.050      |
| 48   | UnitedHealth                            | Vereinigte Staaten     | 350.000      |
| 49   | Reliance Industries                     | Indien                 | 342.982      |
| 50   | X5 Retail Group                         | Russland               | 340.928      |